# Jean-Marie Mérille
Jean Marie Mérille, dit Beauregard, ou Bonbougre, ou Mérel, né le 9 octobre 1775 à Saint-Front (Orne),, mort fusillé le 23 juin 1804, est chef de la chouannerie du Nord de la Mayenne.

## Biographie
Mérille est issu d'une honorable et riche famille de Saint-Front (Orne). Son père était procureur en l'élection de Domfront et prenait le titre de seigneur de La Haye. Il fut enrôlé en 1793 comme volontaire. Il déserta en 1795 et devint lieutenant puis capitaine dans la division d'Ambrières, et à la pacification de 1796, fit sa soumission à Domfront entre les mains du général de la Rue.
Il avait épousé Aimée-Perrine Chamaillard-Briand, d'Ambrières, où elle possédait la terre de Beauchêne. Elle déclara le 13 avril 1799 qu'elle ne savait plus où résidait son mari depuis le 23 septembre 1798. Plus tard, forcée peut-être par les menaces des républicains, elle le suivit dans toutes ses expéditions, vêtue en amazone et sous la garde d'un Chouan, nommé Plumail, qui mourut à Champgeneteux après 1830 .

### Le soulèvement de 1799
Mérille avait donc prévenu le soulèvement de 1799. Il signe avec Sans-Peur un appel aux armes affiché vers le 20 février 1799. On le suit à Vaiges, à Châtres, puis dans le nord de la Mayenne, où il se tint le plus souvent à Fougerolles, Saint-Denis-de-Gastines ou Landivy, accompagné d'Alexandre. Il avait pour capitaines : Jean Biberon, dit César (de La Chapelle-au-Riboul), Garnier, dit La Couronne (de Courberie) qui blessera le républicain le Grand Allemand à Cigné. Au mois de juin 1799, il était revenu à La Chapelle-au-Riboul prendre, par ordre de Tercier, le commandement d'une division qui, placée entre le territoire de Frotté et celui de Bourmont, suivait plus volontiers les ordres de ce dernier .
Il prend le titre d'inspecteur général de la division Rochambeau. Il se bat le 16 et le 17 juin au bois des Vaux, à la Maison-Neuve et à la lande de la Tuilerie en Marcillé ; le 18 à l'Auberge-Neuve, sur la route de Bais et, quelques jours après, désarme le poste d'Hambers. Le 29 juillet, surpris au village du Chesnay par le Grand Allemand, il s'enfuit jusqu'à Ceaulcé pendant que les plus braves de sa troupe résistent courageusement. Après une pointe poussée avec Alexandre dans le pays d'Auge, il repartait le 21 août sur son territoire avec une troupe d'hommes dont six à cheval.

### Prises de Rouessé, Bais et Courcité, septembre 1799
Le 3 septembre il est à la prise de Rouessé, dont les habitants déclarent que les troupes royalistes se sont comportées avec leur délicatesse accoutumée. Le 19, de son quartier général d'Izé, il adresse aux habitants de Bais une proclamation signée par lui et Lheureux, chef de division et officier d'état-major, les sommant de se rendre, et sur leur refus, il brûle quelques maisons du bourg et impose "une capitulation honorable", dit Renouard . Son signalement est donné par Lair de la Motte qui l'avait vu à Bais (septembre 1799) : 5 pieds 3 pouces (1,73 m.), cheveux et sourcils châtain clair, barbe blonde et petites moustaches, nez bien fait, yeux bleus, bouche moyenne, visage ovale, un peu écoulé, teint brun , ses chouans sont vêtus en petit habit bleu et carmagnole. Le 20 septembre, tandis que L'Heureux regagne le territoire de sa division, Mérille-Beauregard quitte Bais, emportant pour tout butin les fusils de la garde nationale et entre sans coup férir dans le bourg de Courcité dont la municipalité s'est retirée (voire Bais).
Le lendemain, 21 septembre, le commissaire de Courcité, dans la crainte d’une contre-attaque, fait transporter les armes et les munitions à Saint-Germain-de-Coulamer, sous la garde de la colonne mobile forte de 90 hommes et parfaitement organisée. « Villaines tremble » et réclame des secours, le 23. Le lendemain, les jeunes gens de Saint-Aubin-du-Désert reçoivent l'ordre de se réfugier dans le château d'Averton. Le cantonnement resté à Courcité vit dans des transes continuelles et demande du renfort, le 29.
L'alarme jetée par la prise de Bais et l'attaque de Courcité est encore augmentée par une lettre que les administrateurs de l’Orne envoient à leurs collègues de la Mayenne, les informant que la majorité des habitants de Sainte-Gemme, d’Izé, de Trans, de Champgeneteux et de Loupfougères ont l’intention de se joindre aux royaux après la moisson.
Il rejoint Bourmont et prend part au combat de Louverné, à la prise du Mans et reçut un des deux canons trouvés dans la ville pour trophée de victoire, mais il le perdit dans un combat que lui livra à Sillé-le-Guillaume, le général Digonet (20 octobre).
Pendant les mois suivants, les royalistes étaient si bien les maîtres dans le territoire de la division Rochambeau qu'on n'y osait afficher les actes publics. Mérille ne déposa les armes qu'un des derniers. Le 25 janvier 1800, il est au combat sanglant de Magny (Orne) ; la municipalité de Grazay écrit en effet qu'il est passé en Normandie, mais le 2 février, de retour à Champéon, ayant d'Hauteville pour adjudant et une bande de quarante hommes, il les licencie, leur disant de garder leurs armes ; quinze seulement restent avec lui. Le 5 février, il n'a encore donné aucun signe de soumission, mais le 7 plusieurs de ses Chouans se rendent et le lendemain, il leur recommande de ne commettre aucun acte d'hostilité, mais de garder toujours leurs armes. Enfin le 16 février, il donne avis au général commandant le département qu'il vient de licencier ses bandes .

### La conspiration de Cadoudal, 1800
Il se retira alors à Foulletourte dans la Sarthe, puis au Mans. Compromis en 1804 dans la conspiration de Cadoudal, il se vit reprocher des actes de cruauté contre lesquels il protesta énergiquement qui d'ailleurs, comme le démontra Domanget, son avocat, auraient été couverts par l'amnistie. Il fut condamné néanmoins et exécuté le 23 juin avec son chef .